# Philippe Washer
Philippe Washer (Bruxelles, 6 agosto 1924 – Knokke, 27 novembre 2015) è stato un tennista belga.

## Biografia
Il padre Jean era stato a sua volta un buon tennista capace di raggiungere negli anni '20 le semifinali al Roland Garros e i quarti a Wimbledon. Il nonno da parte materna era il famoso chimico e imprenditore Ernest Solvay mentre era cugino del pilota Olivier Gendebien.

## Carriera
A livello Slam ha raggiunto in singolare i quarti di finale agli Internazionali di Francia 1957 cedendo solo al quinto set al futuro finalista Herbert Flam. Nel doppio maschile vanta una semifinale a Wimbledon 1953 in coppia con il connazionale Jacky Brichant ma vennero sconfitti dalla coppia australiana formata da Lew Hoad e Ken Rosewall. Vanta una semifinale anche nel doppio misto, raggiunta nel 1954 a Parigi, in coppia con Nelly Adamson dove sono usciti sconfitti dallo stesso Hoad in coppia con Maureen Connolly.
Considerato uno dei migliori tennisti belgi precedenti all'era Open, ha giocato con la Squadra belga di Coppa Davis un totale di centodue incontri vincendone sessantasei. Detiene tuttora il record di match vinti in doppio con la squadra Belga in Coppa Davis.
Nel 1957 insieme al suo compagno di doppio vince il Belgian National Sports Merit Award.